# Parco safari di Knuthenborg
Il parco safari di Knuthenborg (in danese Knuthenborg Safaripark) è lo zoo safari del Comune di Lolland nella Selandia, isola della Danimarca. Fondato nel 1860 il parco è una delle attrazioni turistiche più visitate del paese arrivando a 300.000 visitatori all'anno.

## Storia

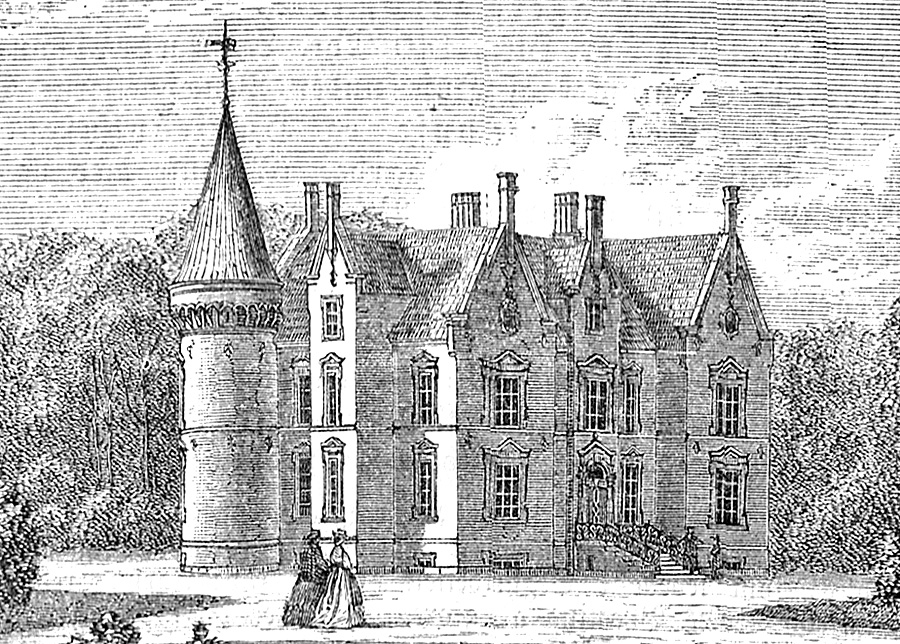
Antico castello di Knuthenborg

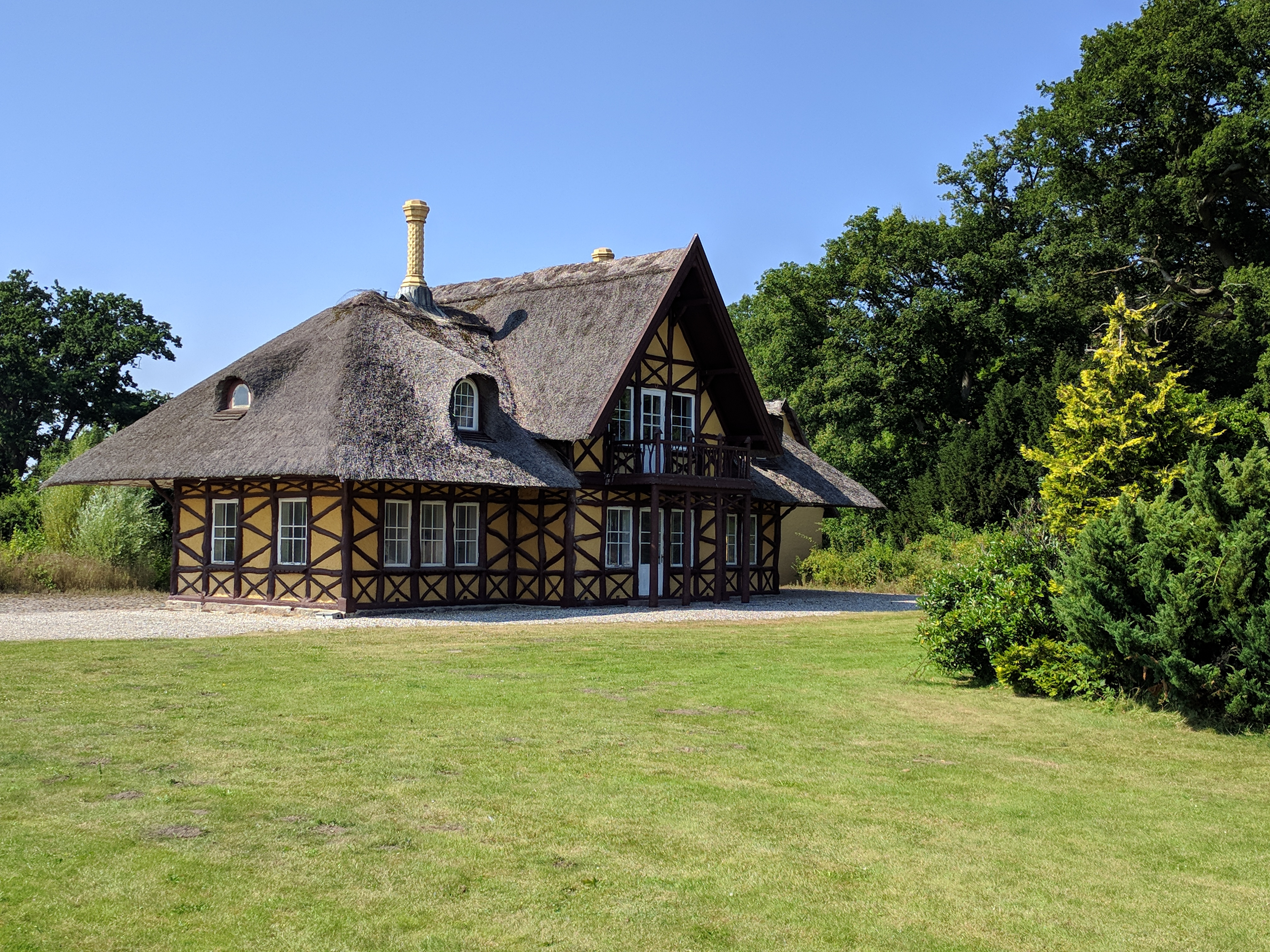
Edificio tradizionale danese vicino all'ingresso

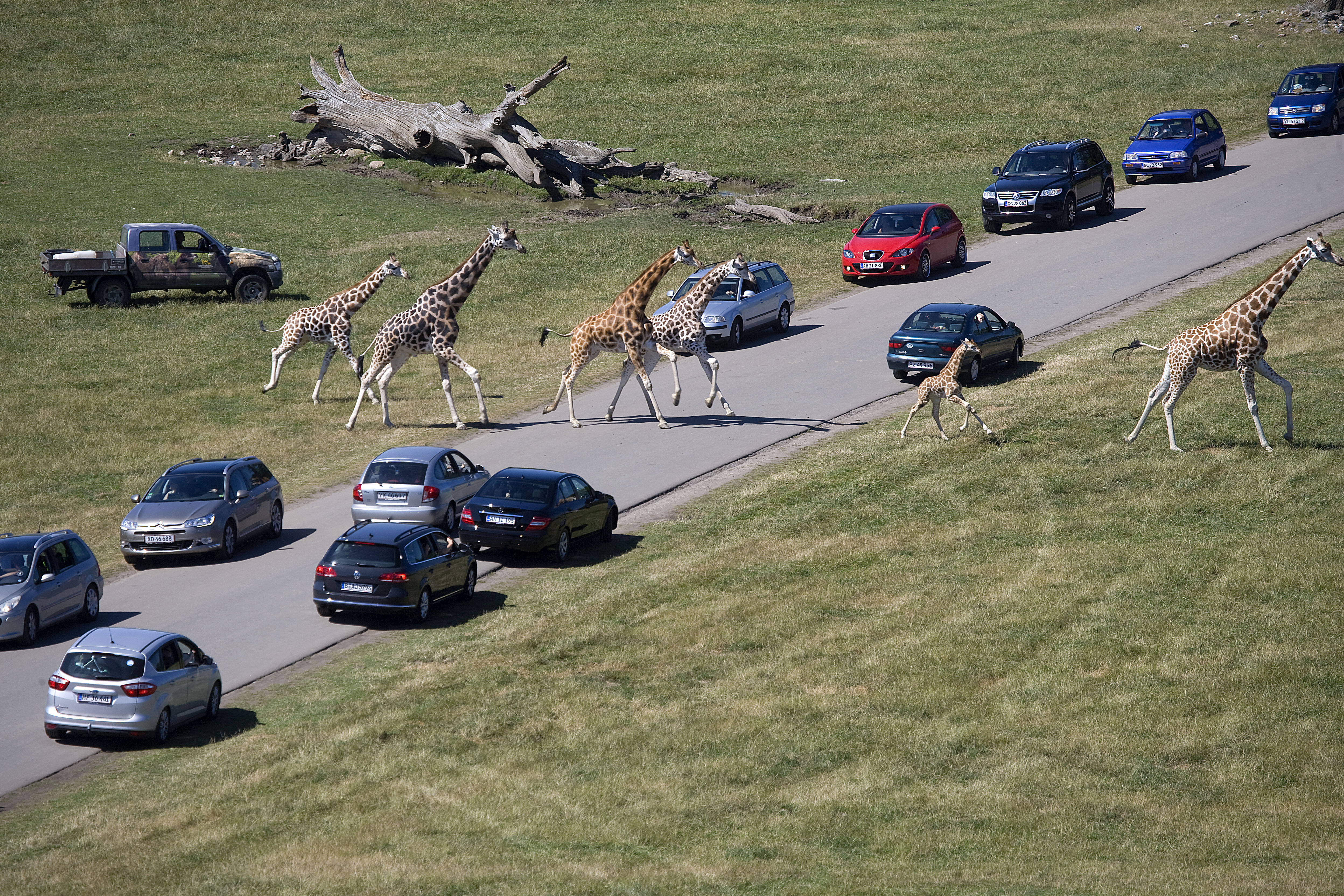
Area del parco che ricostruisce l'ambiente della savana con le giraffe

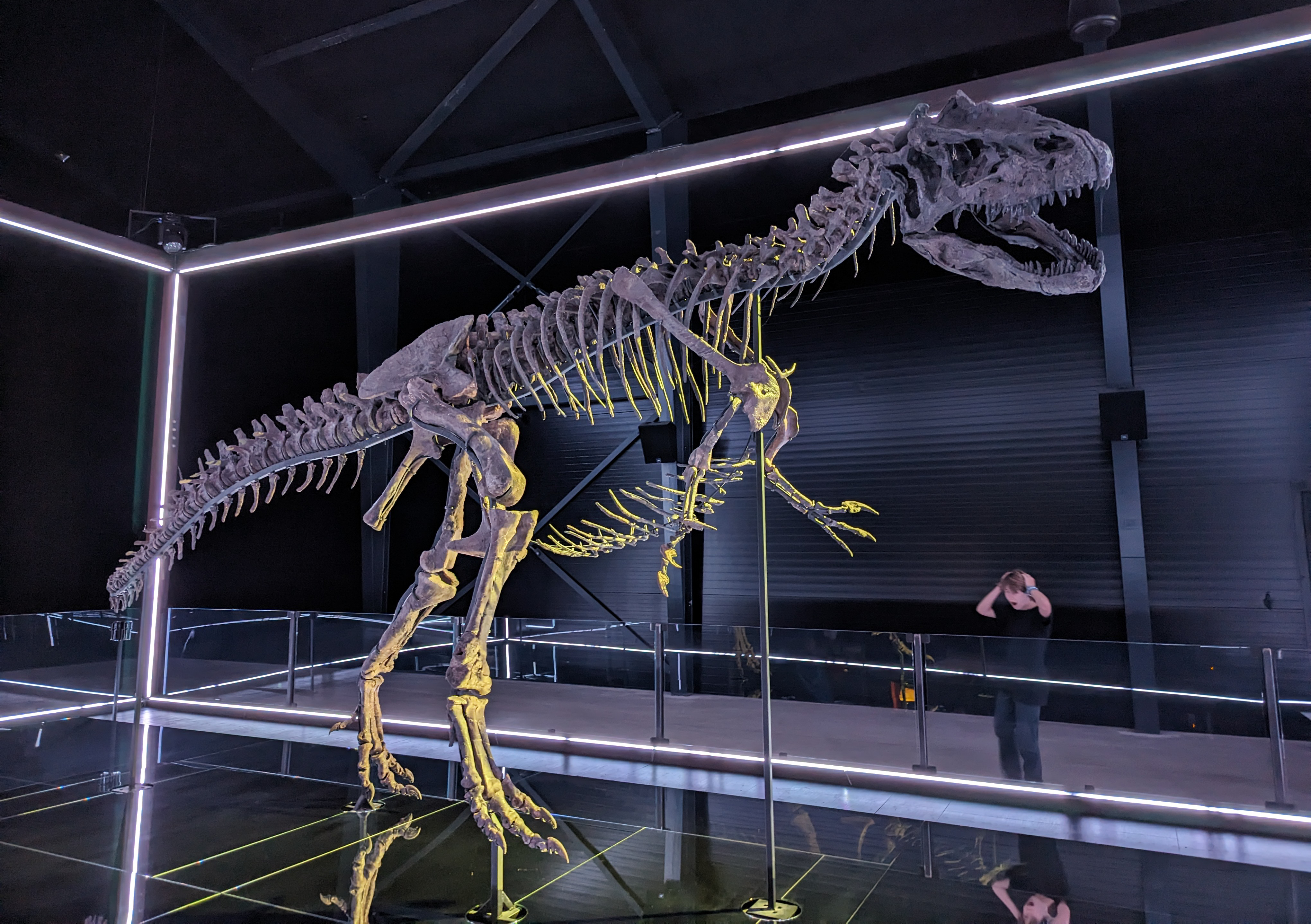
Esemplare di allosauro nel museo dell'evoluzione a Knuthenborg

La località di Knuthenborg venne menzionata per la prima volta nel 1329 col nome di Årsmarke e vi si trovava un antico maniero appartenente principalmente a membri dell'antica nobiltà danese, i veri detentori del potere in Danimarca, Norvegia e Isole Faroe che, controllando il territorio, sorvegliavano il luogo di transito molto importante in particolare per i commerci con la Germania. Uno di questi nobili fu Eggert Christoffer von Knuth che aveva lavorato contemporaneamente sia per il re di Brandeburgo che per il principe di Meclemburgo. In Danimarca nel 1677 sposò la figlia di Cornelius Pedersen Lerche e poco dopo ereditò la proprietà di suo padre. Nel 1685 divenne commissario di contea di entrambe le contee di Kronborg e Frederiksborg e nel 1695 fu nominato consigliere privato del re. La famiglia mantenne il controllo del territorio e nel 1714 Årsmarke fu elevata a contea con il nome Knuthenborg e Adam Christoffer Knuth divenne il primo conte della contea. Furono numerose le figure significative della famiglia, tra queste il visconte Eggert Christoffer Knuth divenne noto per essere stato il creatore del parco paesaggistico di Knuthenborg, realizzato anche con i progetti dell'architetto paesaggista inglese Edward Milner. Vennero così acquistate piante rare da gran parte del mondo e agli architetti Henrik Steffens Sibbern e Vilhelm Tvede si devono i numerosi edifici costruiti in stile vittoriano. Dalla momento della sua creazione, nel 1860, l'accesso pubblico venne stabilito a pagamento. Nei primi tempi vi si poteva entrare a piedi, a cavallo, in carrozza, in bicicletta e, molto più tardi, in auto. Lentamente il parco si è evoluto da attrazione turistica locale ad attrazione turistica nazionale poi internazionale. Negli anni cinquanta fu costruito uno zoo chiuso sul lago dei cigni per 70 animali sika e a partire dal 1969 si cominciò ad ospitare i primi animali esotici come un piccolo branco di zebre, tre struzzi e tre antilopi Nilgai e questo accrebbe l'interesse dei visitatori.

## Descrizione
Il parco safari si trova sull'isola di Lolland, nel sud-est della Danimarca. Si trova a circa 5 km a nord di Maribo, vicino a Bandholm. È una delle principali attrazioni turistiche di Lolland con oltre 300.000 visitatori all'anno ed è il più grande parco safari del nord Europa. Tra gli altri, ospita un parco safari percorribile in auto, una foresta delle scimmie, grandi recinti per tigri siberiane ed elefanti africani, una foresta di dinosauri con modelli in scala reale, il museo dell'evoluzione con fossili di dinosauri e altri animali preistorici, un arboreto e il più grande parco giochi naturale della Danimarca. Knuthenborg copre un totale di 660 ettari.